# Garovaglia undulata
Garovaglia undulata là một loài rêu trong họ Pterobryaceae. Loài này được Renauld & Cardot mô tả khoa học đầu tiên năm 1896.